# Chiesa della Madonna della Neve (Nizza Monferrato)
La chiesa della Madonna della Neve (o delle Grazie o della Madonna del Bricco) è un edificio religioso di Nizza Monferrato.

## Storia
La chiesa si trova dove un tempo sorgevano il castello ed il villaggio di Lanero ed era allora chiesa e parrocchia di questo castello. Ciò risulta dagli atti delle visite apostoliche e pastorali. Da un opuscolo anonimo del Priorato di San Giovanni Battista si apprende che, secondo un documento conservato nella curia di Acqui, Giovanni Visconti, arcivescovo di Milano, conferì questa parrocchia ad un certo Fulchino Oddolano nel 1350. Con l'andar del tempo essa fu aggregata, col relativo beneficio, al Priorato di San Giovanni con l'obbligo, da parte di questo, di mantenerla in efficienza per comodo degli abitanti delle circostanti colline. Anticamente era chiamata Sancta Maria de Lanerio o Sancta Maria ad Nives.
Nel 1739 dell'antica chiesa non restavano più che quattro pilastri della navata di mezzo, chiusi tra muri posticci; sicché ne appariva una cappella di meschinissima forma ed assai stretta. La chiesa attuale fu edificata nel 1757/58 dall'abate commendatario di San Giovanni, Carlo Amedeo Pistone di Montalto, nello stesso luogo dell'antica.